# واشینگتون اولیورا
واشینگتن اولیورا (انگلیسی: Washington Olivera؛ زادهٔ ۲۵ ژوئن ۱۹۵۴) بازیکن فوتبال اهل اروگوئه است.
از باشگاه‌هایی که در آن بازی کرده‌است می‌توان به باشگاه فوتبال مونته‌ویدئو واندررز، باشگاه فوتبال پنیارول، باشگاه فوتبال ناسیونال اروگوئه، و باشگاه فوتبال راسینگ کلوب آویاندا اشاره کرد.
وی همچنین در تیم ملی فوتبال اروگوئه بازی کرده‌است.